# 마리안젤라 지오르다노

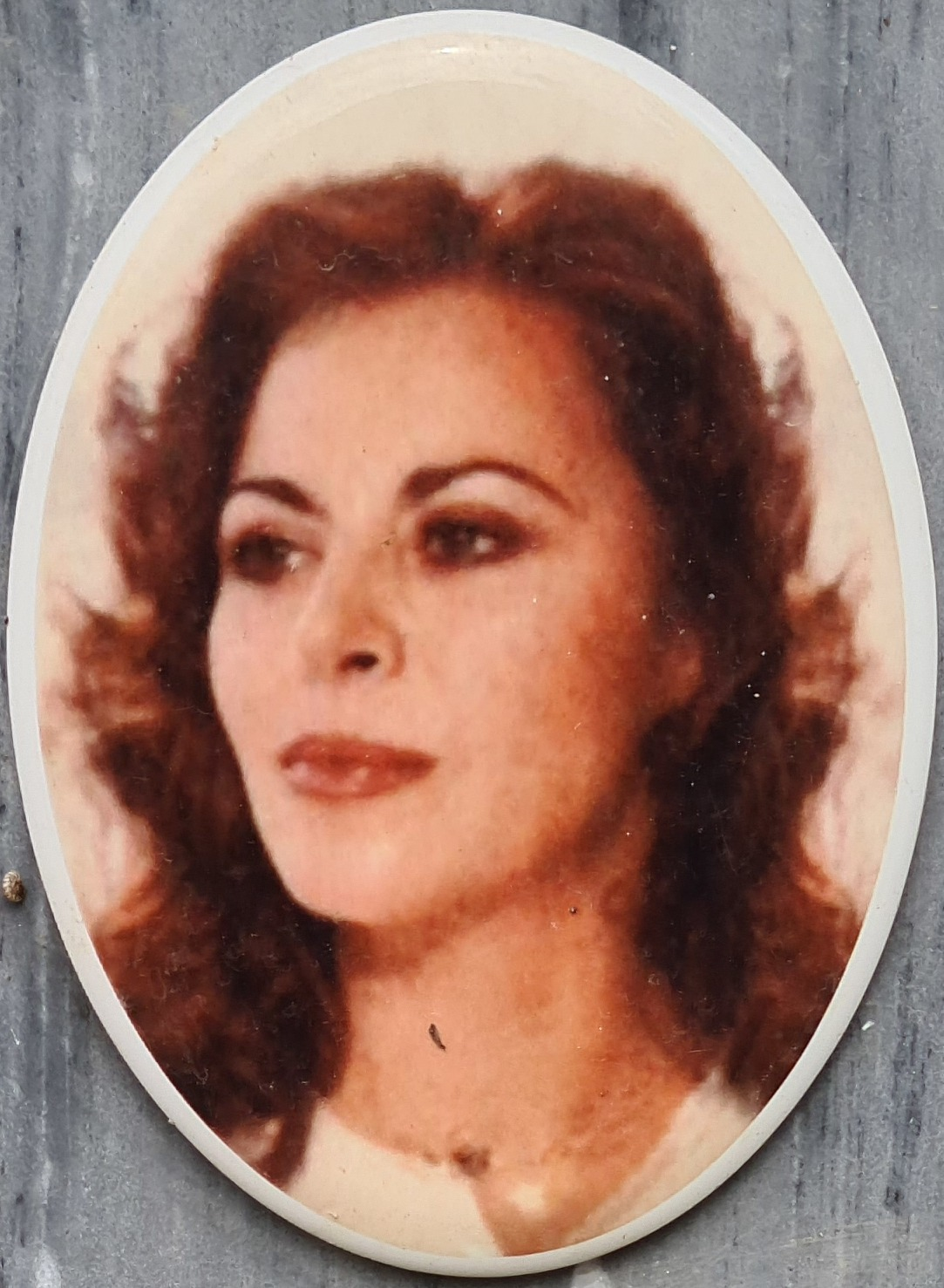

마리안젤라 지오르다노(Mariangela Giordano, 1937년 9월 2일 ~ )는 이탈리아의 영화배우이다.

## 영화
- 킬러 바비스 (1996년)
- 데몬스 4 (1991년) - 케슬린 역
- 무장 여인 (1990년)
- 오늘 밤은 앨리스와 함께 (1990년)
- 좀비 3 (1981년)
- 악령 속의 사춘기 (1979년)
- Una Lunga Fila Di Croci (1969년)